# Mangum (Oklahoma)
Mangum település az Amerikai Egyesült Államok Oklahoma államában, Greer megyében, melynek megyeszékhelye is. Lakosainak száma 2762 fő (2020. április 1.).

## Népesség
A település népességének változása:

| 2010 | 3 010 |
| 2020 | 2 762 |